# Goodbye to Yesterday
Goodbye to Yesterday – singiel estońskiego duetu Eliny Born i Stiga Rästy napisany przez samego wokalistę, wydany jako singiel w styczniu 2015 oraz umieszczony na debiutanckiej płycie studyjnej Born, zatytułowanej Elina Born, z maja 2016.
Utwór reprezentował Estonię w 2015 podczas 60. Konkursu Piosenki Eurowizji w Wiedniu dzięki wygraniu w lutym eliminacji Eesti Laul 2015, podczas których otrzymał największe poparcie jurorów i telewidzów (71 429 głosów). W maju utwór został zaprezentowany w pierwszym półfinale Konkursu Piosenki Eurowizji i zakwalifikował się do finału, w którym zajął siódme miejsce ze 106 punktami na koncie.

## Lista utworów
CD single
1. „Goodbye to Yesterday” – 2:59

## Notowania na listach przebojów
| Kraj              | Lista (2015)                | Najwyższe miejsce |
| ----------------- | --------------------------- | ----------------- |
| Estonia           | Estonia Airplay Top 20      | 1                 |
| Finlandia         | Latauslista                 | 2                 |
| Austria           | Ö3 Austria Top 40           | 8                 |
| Rosja             | 2M                          | 9                 |
| Węgry             | Single (track) Top 40 lista | 23                |
| Belgia (Flandria) | Ultratop 50                 | 32                |
| Belgia (Walonia)  | Ultratop 50                 | 42                |
| Szwecja           | Top 100 Singles             | 56                |